# MAD (漫画)
『MAD』は、大鳥雄介による日本の漫画。ウェブコミック配信サイト『少年ジャンプ+』（集英社）にて、2024年6月18日から火曜更新で連載中。

## 沿革
2024年6月18日から連載開始。なお3話まで毎週連載だったが、4話から隔週に移行した。

## あらすじ
謎のエイリアン襲来で人類のほとんどが死滅した地球。青年ジョンは生き残った人間と出会って新天地へ移動するも、そこでエイリアンの襲撃にあって絶体絶命の大ピンチとなる。しかしそこで謎の人間たちに助けられる。

## 登場人物
ジョン
主人公。長髪黒髪であごひげが特徴的だったがスキンヘッドにした。エイリアンから逃れるため、シェルタージェリコで生活している。妹と暮らしていたが、彼女がエイリアンに殺されたことで絶望する。手先は器用。
ノーマン
軍人。シェルタージェリコを仕切っている。
レオン
軍人。ノーマンの右腕でジョンらがエイリアンに襲われてるのを助ける。
エマ
故人。ジョンの妹で重度のブラコンだった。エイリアンに殺された。

## 用語
ジェリコ
ジョンらが暮らすシェルター。エイリアンからの襲撃を逃れている岩のような形をしている。

## 反響
1話公開1日たらずで100万閲覧超え達成。

## 書誌情報
- 大鳥雄介『MAD』 集英社〈ジャンプ・コミックス〉、既刊4巻（2025年6月4日現在）
  1. 2024年8月2日発売[3][5]、ISBN 978-4-08-884163-2
  2. 2024年11月11日発売[6]、ISBN 978-4-08-884310-0
  3. 2025年2月4日発売[7]、ISBN 978-4-08-884346-9
  4. 2025年6月4日発売[8]、ISBN 978-4-08-884634-7